# Ideonella sakaiensis
Ideonella sakaiensis – gatunek bakterii, która jest w stanie metabolizować poli(tereftalan etylenu), tworzywo sztuczne powszechnie znane jako PET.
Ideonella sakaiensis została odkryta przez naukowców z Politechniki w Kioto i Uniwersytetu Keiō pod kierownictwem Shosuke Yoshidy z Politechniki w Kioto w trakcie systematycznych badań organizmów zdolnych do metabolizowania PET. Jest on związkiem aromatycznym. Takie związki chemiczne zazwyczaj nie poddają się rozkładowi przez mikroorganizmy, co w związku z ich znaczną produkcją przez człowieka prowadzi do akumulacji w środowisku w postaci rozmaitych odpadów. Stąd biorą się próby znalezienia organizmów możliwych do wykorzystania w utylizacji tego tworzywa.
Bakterię odnaleziono w jednej z 250 próbek pobranych z otoczenia zakładu przerabiającego butelki PET. Wchodziła ona w skład zespołu mikroorganizmów (bakterii, grzybów, pierwotniaków), który degradował powierzchnię błony z PET w tempie 130 μg/cm² na dobę w temperaturze 30°C, przy czym 75% węgla zawartego w PET zostawało przetworzone na CO2 w temperaturze 28°C. Naukowcom udało się też uzyskać podobny zespół mikroorganizmów bez I. sakaiensis, lecz nie posiadał on zdolności metabolizowania PET. Te badania pozwoliły stwierdzić, że Ideonella sakaiensis przeprowadzała biodegradację tego tworzywa sztucznego.
Nowo odkrytą bakterię zaklasyfikowano do rodzaju Ideonella.
W celu znalezienia enzymu odpowiedzialnego za rozkład tworzywa sztucznego przeprowadzono sekwencjonowanie DNA bakterii. Znaleziono dzięki temu sekwencję kodującą lipazę wykazującą podobieństwo budowy pierwszorzędowej do rozkładającej PET hydrolazy Thermobifida fusca na poziomie 51%. Okazało się, że wyizolowany z I. sakaiensis enzym rzeczywiście rozkłada poli(tereftalan etylenu).

Rozkładany przez I. sakaiensis poli(tereftalan etylenu) to tworzywo sztuczne, aromatyczny związek chemiczny z grupy poliestrów

W celu uzyskania energii z PET bakteria najpierw hydrolizuje PET za pomocą PETazy (hydrolazy PET, ang. PETase) do kwasu mono(2-hydroksyetylo)tereftalowego (MHET), który w kolejnym kroku hydrolizuje przy użyciu MHET-azy (hydrolazy MHET, ang. MHETase) na monomery wyjściowego tworzywa sztucznego: glikol etylenowy i kwas tereftalowy. Te związki chemiczne bakterie potrafią wykorzystać bezpośrednio do produkcji energii.
Wcześniej znanymi organizmami, u których stwierdzono zdolność do biodegradacji PET, były między innymi grzyby Fusarium solani, Aspergillus oryzae, Thermomyces insolens, Thermomyces lanuginosus i bakterie Pseudomonas mendocina i Thermobifida fusca. Znaleziono u nich rozkładające PET kutynazy, lipazy, esterazy.
Badania porównawcze wykazały, że enzym PETase hydrolizuje PET szybciej niż enzym pochodzący z F. solani, a także enzymy znalezione u termofilnych promieniowców i w metagenomie uzyskanym z kompostu z liści i gałęzi.
Analizy prowadzone na podstawie baz genomów sugerują, że szlak metaboliczny pozwalający na metabolizowanie analogów MHET wyewoluował dużo wcześniej, a uzupełnienie go o enzym przetwarzający PET w MHET nastąpiło później.